# Brydning under sommer-OL 2020
Brydning under sommer-OL 2020 finder sted 2. - 9. august og bliver afviklet i Makuhari Messe Hall A, som ligger i Tokyo Bay zonen. Turneringen bliver afholdt i to forskellige stilarter for mænd (fristil og græsk-romersk) og fristil for kvinder. Der bliver kvalificeret 288 brydere til de i alt 18 discipliner, hvilket giver 16 deltagere i hver konkurrence.

## Format
I alle discipliner bliver der startet med ottendedelsfinalerne og der bliver kæmpet efter cup modellen. Elimineringskampene fortsætter indtil der er fundet de to brydere, som skal mødes i finalen og så derfor skal kæmpe om guldmedaljen. Alle brydere der, på et eller andet tidspunkt, har mødt en af de to finalister går herefter til opsamlingsrunderne, hvor der igen bliver kæmpet efter elimineringsprincippet. Opsamlingsrunderne er afsluttet når der kun er to brydere tilbage. Disse brydere møder herefter de to tabere af semifinalerne og de to vindere af disse to ”opsamlingssemifinaler” bliver tildelt bronzemedaljer. 

## Medaljefordeling
| Placering | Land                      | Guld | Sølv | Bronze | Total |
| --------- | ------------------------- | ---- | ---- | ------ | ----- |
| 1         | Japan                     | 5    | 1    | 1      | 7     |
| 2         | Ruslands Olympiske Komité | 4    | 0    | 4      | 8     |
| 3         | USA                       | 3    | 2    | 4      | 9     |
| 4         | Cuba                      | 2    | 0    | 1      | 3     |
| 5         | Iran                      | 1    | 1    | 2      | 4     |
| 5         | Ukraine                   | 1    | 1    | 2      | 4     |
| 7         | Ungarn                    | 1    | 1    | 0      | 2     |
| 8         | Tyskland                  | 1    | 0    | 2      | 3     |
| 9         | Kina                      | 0    | 2    | 2      | 4     |
| 10        | Hviderusland              | 0    | 2    | 1      | 3     |
| 10        | Kirgisistan               | 0    | 2    | 1      | 3     |
| 12        | Georgien                  | 0    | 2    | 0      | 2     |
| 13        | Aserbajdsjan              | 0    | 1    | 2      | 3     |
| 14        | Indien                    | 0    | 1    | 1      | 2     |
| 15        | Armenien                  | 0    | 1    | 0      | 1     |
| 15        | Nigeria                   | 0    | 1    | 0      | 1     |
| 17        | Tyrkiet                   | 0    | 0    | 3      | 3     |
| 18        | Bulgarien                 | 0    | 0    | 2      | 2     |
| 19        | Egypten                   | 0    | 0    | 1      | 1     |
| 19        | Italien                   | 0    | 0    | 1      | 1     |
| 19        | Kasakhstan                | 0    | 0    | 1      | 1     |
| 19        | Mongoliet                 | 0    | 0    | 1      | 1     |
| 19        | Polen                     | 0    | 0    | 1      | 1     |
| 19        | San Marino                | 0    | 0    | 1      | 1     |
| 19        | Serbien                   | 0    | 0    | 1      | 1     |
| 19        | Usbekistan                | 0    | 0    | 1      | 1     |
| Total     | Total                     | 18   | 18   | 36     | 72    |

## Medaljetagere

### Fristil - herrer
| Event  | Guld                                             | Sølv                                        | Bronze                                           |
| ------ | ------------------------------------------------ | ------------------------------------------- | ------------------------------------------------ |
| 57 kg  | Zaur Uguev · Ruslands Olympiske Komité           | Ravi Kumar · Indien                         | Nurislam Sanayev · Kasakhstan                    |
| 57 kg  | Zaur Uguev · Ruslands Olympiske Komité           | Ravi Kumar · Indien                         | Thomas Gilman · USA                              |
| 65 kg  | Takuto Otoguro · Japan                           | Haji Aliyev · Aserbajdsjan                  | Gadzhimurad Rashidov · Ruslands Olympiske Komité |
| 65 kg  | Takuto Otoguro · Japan                           | Haji Aliyev · Aserbajdsjan                  | Bajrang Punia · Indien                           |
| 74 kg  | Zaurbek Sidakov · Ruslands Olympiske Komité      | Mahamedkhabib Kadzimahamedaw · Hviderusland | Kyle Dake · USA                                  |
| 74 kg  | Zaurbek Sidakov · Ruslands Olympiske Komité      | Mahamedkhabib Kadzimahamedaw · Hviderusland | Bekzod Abdurakhmonov · Usbekistan                |
| 86 kg  | David Taylor · USA                               | Hassan Yazdani · Iran                       | Artur Naifonov · Ruslands Olympiske Komité       |
| 86 kg  | David Taylor · USA                               | Hassan Yazdani · Iran                       | Myles Amine · San Marino                         |
| 97 kg  | Abdulrashid Sadulaev · Ruslands Olympiske Komité | Kyle Snyder · USA                           | Reineris Salas · Cuba                            |
| 97 kg  | Abdulrashid Sadulaev · Ruslands Olympiske Komité | Kyle Snyder · USA                           | Abraham Conyedo · Italien                        |
| 125 kg | Gable Steveson · USA                             | Geno Petriashvili · Georgien                | Amir Hossein Zare · Iran                         |
| 125 kg | Gable Steveson · USA                             | Geno Petriashvili · Georgien                | Taha Akgül · Tyrkiet                             |

### Græsk-romersk stil - herrer
| Event  | Guld                                    | Sølv                           | Bronze                                     |
| ------ | --------------------------------------- | ------------------------------ | ------------------------------------------ |
| 60 kg  | Luis Orta · Cuba                        | Kenichiro Fumita · Japan       | Walihan Sailike · Kina                     |
| 60 kg  | Luis Orta · Cuba                        | Kenichiro Fumita · Japan       | Sergey Emelin · Ruslands Olympiske Komité  |
| 67 kg  | Mohammad Reza Geraei · Iran             | Parviz Nasibov · Ukraine       | Frank Stäbler · Tyskland                   |
| 67 kg  | Mohammad Reza Geraei · Iran             | Parviz Nasibov · Ukraine       | Mohamed Ibrahim El-Sayed · Egypten         |
| 77 kg  | Tamás Lőrincz · Ungarn                  | Akzhol Makhmudov · Kirgisistan | Shohei Yabiku · Japan                      |
| 77 kg  | Tamás Lőrincz · Ungarn                  | Akzhol Makhmudov · Kirgisistan | Rafig Huseynov · Aserbajdsjan              |
| 87 kg  | Zhan Beleniuk · Ukraine                 | Viktor Lőrincz · Ungarn        | Denis Kudla · Tyskland                     |
| 87 kg  | Zhan Beleniuk · Ukraine                 | Viktor Lőrincz · Ungarn        | Zurab Datunashvili · Serbien               |
| 97 kg  | Musa Evloev · Ruslands Olympiske Komité | Artur Aleksanyan · Armenien    | Tadeusz Michalik · Polen                   |
| 97 kg  | Musa Evloev · Ruslands Olympiske Komité | Artur Aleksanyan · Armenien    | Mohammad Hadi Saravi · Iran                |
| 130 kg | Mijaín López · Cuba                     | Iakob Kajaia · Georgien        | Rıza Kayaalp · Tyrkiet                     |
| 130 kg | Mijaín López · Cuba                     | Iakob Kajaia · Georgien        | Sergey Semenov · Ruslands Olympiske Komité |

### Fristil - damer
| Event | Guld                           | Sølv                             | Bronze                              |
| ----- | ------------------------------ | -------------------------------- | ----------------------------------- |
| 50 kg | Yui Susaki · Japan             | Sun Yanan · Kina                 | Mariya Stadnik · Aserbajdsjan       |
| 50 kg | Yui Susaki · Japan             | Sun Yanan · Kina                 | Sarah Hildebrandt · USA             |
| 53 kg | Mayu Mukaida · Japan           | Pang Qianyu · Kina               | Vanesa Kaladzinskaja · Hviderusland |
| 53 kg | Mayu Mukaida · Japan           | Pang Qianyu · Kina               | Bat-Ochiryn Bolortuyaa · Mongoliet  |
| 57 kg | Risako Kawai · Japan           | Iryna Kuratjkina · Hviderusland  | Helen Maroulis · USA                |
| 57 kg | Risako Kawai · Japan           | Iryna Kuratjkina · Hviderusland  | Evelina Nikolova · Bulgarien        |
| 62 kg | Yukako Kawai · Japan           | Aisuluu Tynybekova · Kirgisistan | Iryna Koliadenko · Ukraine          |
| 62 kg | Yukako Kawai · Japan           | Aisuluu Tynybekova · Kirgisistan | Taybe Yusein · Bulgarien            |
| 68 kg | Tamyra Mensah · USA            | Blessing Oborududu · Nigeria     | Alla Cherkasova · Ukraine           |
| 68 kg | Tamyra Mensah · USA            | Blessing Oborududu · Nigeria     | Meerim Zhumanazarova · Kirgisistan  |
| 76 kg | Aline Rotter-Focken · Tyskland | Adeline Gray · USA               | Yasemin Adar · Tyrkiet              |
| 76 kg | Aline Rotter-Focken · Tyskland | Adeline Gray · USA               | Zhou Qian · Kina                    |